# Steve Bell (Pädagoge)
Steve Bell (* 1936) ist ein britischer Pädagoge. Nach einer Ausbildung zum Bildhauer und Lehrer arbeitete er zunächst an Grundschulen, später als Dozent in der Lehrerfortbildung am Jordanhill College of Education in Glasgow – heute Universität Strathclyde.
In den 1960er Jahren entwickelte er maßgeblich die Storyline-Methode, ein Konzept für einen kreativitätsfördernden handlungsorientierten Grundschulunterricht. Durch eine Jahrzehnte anhaltende Fortbildungsarbeit gelang es ihm und seinen Kollegen, diesen neuen pädagogischen Ansatz zunächst an den Grundschulen und Gesamtschulen in Schottland zu verankern. Seit 1990 hat Bell durch ausgedehnte internationale Vortrags- und Fortbildungsarbeit entscheidend dazu beigetragen, dass die Storyline-Methode sich in vielen Ländern Nordeuropas, aber auch in den USA und einigen asiatischen Ländern verbreitete. Steve Bell ist Vorsitzender der European Association for Educational Design (EED) und lebt in Stirlingshire. Gemeinsam mit Sallie Harkness publizierte er 2006 das Buch "Storyline - Promoting Language Across the Curriculum".